# Holly Springs (Karolina Północna)
Holly Springs – miasto w Stanach Zjednoczonych, w stanie Karolina Północna, w hrabstwie Wake.
Z Holly Springs pochodzi Kiara Leslie, amerykańska koszykarka.